# 思茅黄肉楠
思茅黄肉楠（学名：Actinodaphne henryi）为樟科黄肉楠属下的一个种。